# Moraea fistulosa
Moraea fistulosa là một loài thực vật có hoa trong họ Diên vĩ. Loài này được (Goldblatt) Goldblatt miêu tả khoa học đầu tiên năm 1998.